# Youth (MO'SOME TONEBENDERのアルバム)
『Youth』（ユース）は、MO'SOME TONEBENDERのミニ・アルバム。

## 概要
2010年12月8日発売のアルバム『STRUGGLE』に先駆け、11月10日よりレンタル限定にてリリースされたミニ・アルバムである。
『STRUGGLE』より「youth」を先行で収録している他、ライブ音源5曲に2010年4月28日に配信限定でリリースされていた「Bluebird is Dead」を含めた7曲を収録している。
レンタル限定CDのため、一般販売はされていない。

## 収録曲
1. youth（作詞/作曲：百々和宏）
2. ロッキンルーラ<LIVE>（作詞/作曲：百々和宏）
3. BIG-S<LIVE>（作詞/作曲：RECK）
  - FRICTIONのカヴァー
4. Junk<LIVE>（作詞/作曲：百々和宏）
5. youth<LIVE>（作詞/作曲：百々和宏）
6. GREEN & GOLD<LIVE>（作詞：百々和宏/作曲：藤田勇）
7. Bluebird is Dead（作詞/作曲：百々和宏）